# Europese kampioenschappen baanwielrennen 2018

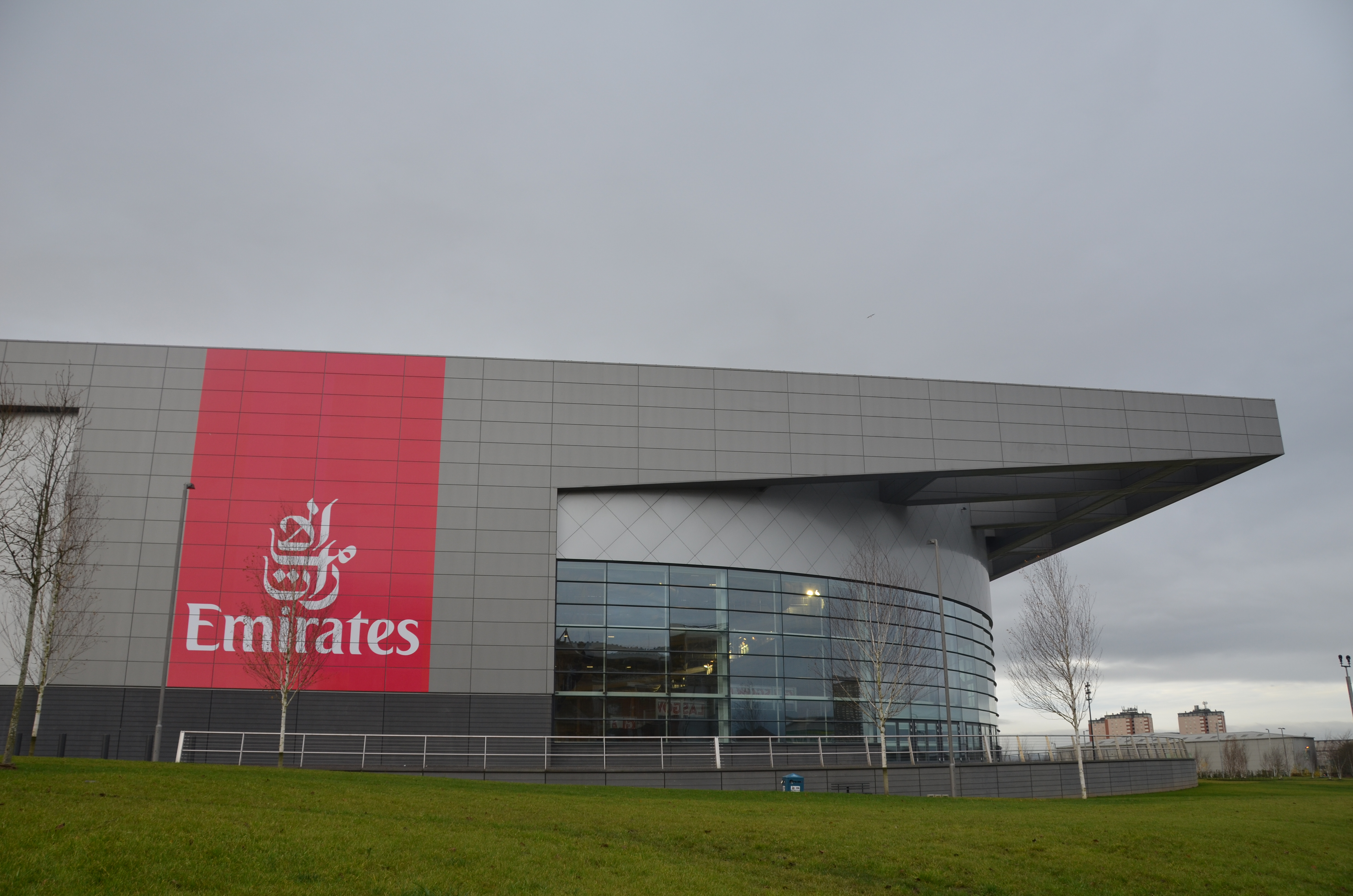
Chris Hoy Velodrome in Glasgow

De Europese kampioenschappen baanwielrennen 2018 waren de negende editie van de Europese kampioenschappen baanwielrennen die georganiseerd werden door de UEC. Ze werden van 2 tot en met 7 augustus 2018 gehouden op de wielerbaan Chris Hoy Velodrome te Glasgow, Verenigd Koninkrijk. Er werden 22 onderdelen verreden; 11 onderdelen bij zowel vrouwen als mannen. Het EK was een onderdeel van de Europese kampioenschappen van 2018.

## Kalender
| Datum                | Onderdeel mannen                          | Onderdeel vrouwen                         |
| -------------------- | ----------------------------------------- | ----------------------------------------- |
| Vrijdag 03 augustus  | Ploegenachtervolging, teamsprint, scratch | Ploegenachtervolging, teamsprint, scratch |
| Zaterdag 04 augustus | Omnium, 1km tijdrit                       | Puntenkoers, achtervolging                |
| Zondag 05 augustus   | Puntenkoers, achtervolging,               | Sprint, afvalkoers                        |
| Maandag 06 augustus  | Sprint, koppelkoers                       | Omnium, 500m tijdrit                      |
| Dinsdag 07 augustus  | Afvalkoers, keirin                        | Koppelkoers, keirin                       |

## Medaillewinnaars

### Mannen
| Onderdeel              | 1                                                                                    | 1                                                                                  | 1                                                                                     |
| ---------------------- | ------------------------------------------------------------------------------------ | ---------------------------------------------------------------------------------- | ------------------------------------------------------------------------------------- |
| Sprint                 | Jeffrey Hoogland                                                                     | Stefan Bötticher                                                                   | Harrie Lavreysen                                                                      |
| Teamsprint             | Nederland Jeffrey Hoogland Harrie Lavreysen Roy van den Berg Nils van 't Hoenderdaal | Frankrijk Sébastien Vigier François Pervis Quentin Lafargue Michaël D'Almeida      | Duitsland Stefan Bötticher Timo Bichler Joachim Eilers 0                              |
| Achtervolging*         | Domenic Weinstein                                                                    | Ivo Oliveira                                                                       | Claudio Imhof                                                                         |
| Ploegenachtervolging   | Italië Filippo Ganna Francesco Lamon Elia Viviani Michele Scartezzini Liam Bertazzo  | Zwitserland Cyrille Thièry Stefan Bissegger Frank Pasche Théry Schir Claudio Imhof | Verenigd Koninkrijk Ethan Hayter Steven Burke Kian Emadi Charlie Tanfield Oliver Wood |
| Keirin                 | Stefan Bötticher                                                                     | Sébastien Vigier                                                                   | Jack Carlin                                                                           |
| Omnium                 | Ethan Hayter                                                                         | Elia Viviani                                                                       | Casper von Folsach                                                                    |
| Tijdrit (1 kilometer)* | Matthijs Büchli                                                                      | Joachim Eilers                                                                     | Sam Ligtlee                                                                           |
| Puntenkoers**          | Wojciech Pszczolarski                                                                | Kenny De Ketele                                                                    | Stefan Matzner                                                                        |
| Scratch**              | Roman Gladysh                                                                        | Adrien Garel                                                                       | Tristan Marguet                                                                       |
| Afvalkoers**           | Matthew Walls                                                                        | Rui Oliveira                                                                       | Szymon Krawczyk                                                                       |
| Koppelkoers            | België Robbe Ghys Kenny De Ketele                                                    | Duitsland Roger Kluge Theo Reinhardt                                               | Verenigd Koninkrijk Oliver Wood Ethan Hayter                                          |

### Vrouwen
| Onderdeel            | 1                                                                                          | 1                                                                        | 1                                                                     |
| -------------------- | ------------------------------------------------------------------------------------------ | ------------------------------------------------------------------------ | --------------------------------------------------------------------- |
| Sprint               | Darja Sjmeleva                                                                             | Anastasia Vojnova                                                        | Mathilde Gros                                                         |
| Teamsprint           | Rusland Anastasia Vojnova Darja Sjmeleva                                                   | Oekraïne Ljoebov Basova Olena Starikova                                  | Duitsland Miriam Welte Emma Hinze                                     |
| Achtervolging*       | Lisa Brennauer                                                                             | Katie Archibald                                                          | Justyna Kaczkowska                                                    |
| Ploegenachtervolging | Verenigd Koninkrijk Katie Archibald Laura Kenny Elinor Barker Neah Evans Eleanor Dickinson | Italië Letizia Paternoster Silvia Valsecchi Marta Cavalli Elisa Basamo 0 | Duitsland Charlotte Becker Gudrun Stock Mieke Kröger Lisa Brennauer 0 |
| Keirin               | Mathilde Gros                                                                              | Nicky Degrendele                                                         | Darja Sjmeleva                                                        |
| Omnium               | Kirsten Wild                                                                               | Katie Archibald                                                          | Letizia Paternoster                                                   |
| Tijdrit (500 meter)* | Darja Sjmeleva                                                                             | Olena Starikova                                                          | Miriam Welte                                                          |
| Puntenkoers**        | Maria Giulia Confalonieri                                                                  | Ina Savenka                                                              | Goelnaz Badykova                                                      |
| Scratch**            | Kirsten Wild                                                                               | Emily Kay                                                                | Jolien D'Hoore                                                        |
| Afvalkoers**         | Laura Kenny                                                                                | Anna Knauer                                                              | Jevgenia Augustinas                                                   |
| Koppelkoers          | Denemarken Amalie Dideriksen Julie Leth                                                    | Rusland Goelnaz Badykova Diana Klimova                                   | Nederland Kirsten Wild Amy Pieters                                    |

Renners in italic reden alleen de voorronde.
* = Geen Olympisch onderdeel.
** = Alleen Olympisch binnen het Omnium.

## Belgische en Nederlandse deelname

### België

#### Mannen
| Naam             | Onderdeel            | Resultaat |
| ---------------- | -------------------- | --------- |
| Kenny De Ketele  | Ploegenachtervolging | 7         |
| Kenny De Ketele  | Puntenkoers          | 1         |
| Kenny De Ketele  | Koppelkoers          | 1         |
| Robbe Ghys       | Ploegenachtervolging | 7         |
| Robbe Ghys       | Koppelkoers          | 1         |
| Robbe Ghys       | Omnium               | 11        |
| Lindsay Devylder | Ploegenachtervolging | 7         |
| Lindsay Devylder | Scratch              | 10        |
| Sasha Weemaes    | Ploegenachtervolging | 7         |
| Sasha Weemaes    | Achtervolging        | 22        |
| Ayrton De Pauw   | Tijdrit              | 14        |
| Ayrton De Pauw   | Sprint               | 20        |
| Ayrton De Pauw   | Keirin               | 17        |
| Morneno De Pauw  | Afvalkoers           | 8         |

#### Vrouwen
| Naam             | Onderdeel            | Resultaat |
| ---------------- | -------------------- | --------- |
| Isabelle Beckers | Achtervolging        | 23        |
| Annelies Dom     | Achtervolging        | 18        |
| Annelies Dom     | Ploegenachtervolging | 6         |
| Shari Bossuyt    | Ploegenachtervolging | 6         |
| Nicky Degrendele | Sprint               | 14        |
| Nicky Degrendele | Keirin               | 1         |
| Gilke Croket     | Ploegenachtervolging | 6         |
| Gilke Croket     | Afvalkoers           | 19        |
| Jolien D'Hoore   | Scratch              | 1         |
| Jolien D'Hoore   | Koppelkoers          | 6         |
| Lotte Kopecky    | Ploegenachtervolging | 6         |
| Lotte Kopecky    | Omnium               | 8         |
| Lotte Kopecky    | Puntenkoers          | 5         |
| Lotte Kopecky    | Koppelkoers          | 6         |

### Nederland

#### Mannen
| Naam                    | Onderdeel   | Resultaat |
| ----------------------- | ----------- | --------- |
| Matthijs Büchli         | Tijdrit     | 1         |
| Yoeri Havik             | Puntenkoers | 14        |
| Roy Eefting             | Scratch     | 5         |
| Roy Eefting             | Afvalkoers  | 10        |
| Jeffrey Hoogland        | Sprint      | 1         |
| Jeffrey Hoogland        | Teamsprint  | 1         |
| Harrie Lavreysen        | Teamsprint  | 1         |
| Harrie Lavreysen        | Sprint      | 1         |
| Harrie Lavreysen        | Keirin      | 5         |
| Sam Ligtlee             | Tijdrit     | 1         |
| Sam Ligtlee             | Keirin      | 25        |
| Roy Pieters             | Koppelkoers | DNF       |
| Roy Pieters             | Omnium      | 20        |
| Wim Stroetinga          | Koppelkoers | DNF       |
| Roy van den Berg        | Teamsprint  | 1         |
| Nils van 't Hoenderdaal | Teamsprint  | 1         |
| Nils van 't Hoenderdaal | Koppelkoers | DNF       |

#### Vrouwen
| Naam                | Onderdeel   | Resultaat |
| ------------------- | ----------- | --------- |
| Shanne Braspennincx | Sprint      | 5         |
| Shanne Braspennincx | Teamsprint  | 4         |
| Shanne Braspennincx | Keirin      | 10        |
| Kyra Lamberink      | Teamsprint  | 4         |
| Kyra Lamberink      | Tijdrit     | 4         |
| Amy Pieters         | Afvalkoers  | 4         |
| Amy Pieters         | Koppelkoers | 1         |
| Hetty van de Wouw   | Sprint      | 10        |
| Hetty van de Wouw   | Tijdrijden  | 7         |
| Laurine van Riessen | Teamsprint  | 4         |
| Laurine van Riessen | Keirin      | 5         |
| Kirsten Wild        | Scratch     | 1         |
| Kirsten Wild        | Omnium      | 1         |
| Kirsten Wild        | Puntenkoers | 4         |
| Kirsten Wild        | Koppelkoers | 1         |

## Medaillespiegel
Hieronder een tabel met de medaillespiegel na alle 22 evenementen, mannen en vrouwen samen.
| Plaats | Land                | Goud | Zilver | Brons | Totaal |
| 1      | Nederland           | 5    | 0      | 3     | 8      |
| 2      | Verenigd Koninkrijk | 4    | 3      | 3     | 10     |
| 3      | Duitsland           | 3    | 4      | 4     | 11     |
| 4      | Rusland             | 3    | 2      | 3     | 8      |
| 5      | Italië              | 2    | 2      | 1     | 5      |
| 6      | Frankrijk           | 1    | 3      | 1     | 5      |
| 7      | België              | 1    | 2      | 1     | 4      |
| 8      | Oekraïne            | 1    | 2      | 0     | 3      |
| 9      | Polen               | 1    | 0      | 2     | 3      |
| 10     | Denemarken          | 1    | 0      | 1     | 2      |
| 11     | Portugal            | 0    | 2      | 0     | 2      |
| 12     | Zwitserland         | 0    | 1      | 2     | 3      |
| 13     | Wit-Rusland         | 0    | 1      | 0     | 1      |
| 14     | Oostenrijk          | 0    | 0      | 1     | 1      |
| Totaal | Totaal              | 22   | 22     | 22    | 66     |